# باشگاه فوتبال نیو میلز
باشگاه فوتبال نیو میلز (به انگلیسی: New Mills Association Football Club) یک باشگاه فوتبال در شهر نیو میلز، کشور انگلستان است که در سال ۱۹۱۹ میلادی تأسیس شده‌است.